# 関川代二郎
関川 代二郎（せきかわ だいじろう、天保9年（1838年） - 明治42年（1909年）は、幕末の武士（桑名藩士）、新選組隊士、明治時代の警察官（警視庁抜刀隊・新撰旅団員）。代次郎、代治郎とも。

## 経歴
戊辰戦争時、桑名藩士・森常吉などと共に、同藩主・松平定敬を護衛して蝦夷地へ渡り、土方歳三配下の新選組に入隊して箱館戦争に参戦した。なお、蝦夷地へ渡航するためには新選組隊士とならなければならなかった。
敗戦後、警視庁に就職。西南戦争の際には、藤田五郎（斎藤一）らと同じく警視隊に所属して奮戦した。その後、三重県警察部尾鷲警察署の巡査となり、退職後も商社などの警備員を引き受けていた。背に髑髏の刺繍が施された陣羽織を着ていたらしい。
酒好きで、酔っぱらうと箱館戦争のことをよく話した。最後には必ず「土方歳三は本当にええ男やった」としみじみ語ったと言う。
明治42年（1909年）、三重県桑名市の自宅で死去。享年71。墓所は桑名市の善西寺。